# Cosmorhoe defumata
Cosmorhoe defumata är en fjärilsart som beskrevs av Stickel. Cosmorhoe defumata ingår i släktet Cosmorhoe och familjen mätare. Inga underarter finns listade i Catalogue of Life.